# Acentrella nadineae
Acentrella nadineae je druh jepice z čeledi Baetidae. Přirozeně se vyskytuje na východě Spojených států amerických. Poprvé byl tento druh popsán v roce 2009.